# Cewło (obwód pskowski)
Cewło (ros. Цевло) – wieś (ros. деревня, trb. dieriewnia) w zachodniej Rosji, w osiedlu wiejskim Polistowskoje rejonu bieżanickiego w obwodzie pskowskim.

## Geografia
Miejscowość położona jest nad rzeką Dubrownia i jeziorem Cewło, 12,5 km od centrum administracyjnego osiedla wiejskiego (Krasnyj Łucz), 25,5 km od centrum administracyjnego rejonu (Bieżanice), 145 km od stolicy obwodu (Psków).
W granicach miejscowości znajdują się ulice: Centralnaja, Leningradskaja, Nowaja, Sowietskaja, Stroitielnaja, Wietieranow, Wostocznaja.

## Demografia
W 2020 r. miejscowość zamieszkiwało 579 osób.